# Герб Шполянського району
Герб Шполянського району — офіційний символ Шполянського району, затверджений 25 квітня 2003 р. рішенням сесії районної ради.

## Опис
На лазуровому щиті з срібною облямівкою золотий укорочений нитяний пояс, зламаний у 3 згини, на краях і центральному зламі по золотому колоску у стовп. Щит облямований вінком із дубового та калинового листя, оповитого срібною стрічкою із написом "Шполянський район".